# Stéphane N'Guéma
Stéphane N'Guéma (nacido el 20 de noviembre de 1984 en Libreville, Gabón) es un exfutbolista gabonés que jugaba como delantero en el FC 105 Libreville de la Primera División de Gabón.

## Carrera
N'Guema hizo un puñado de apariciones en el primer equipo del Stade Rennais. En la temporada 2005/06, fue cedido al FC Lorient, que entonces militaba en la Ligue 2. Sus contribuciones en la temporada ayudaron al Lorient a conseguir el ansiado retorno a la máxima categoría del fútbol francés después de un larguísimo período en las ligas inferiores.
En 2007 fichó por el FC Istres, jugó 33 partidos y marcó 8 goles en la temporada 2007/08. Después de un año dejó el club y pasó a formar parte la plantilla del Paris FC, equipo del cual fue despedido en 2009 tras jugar 13 encuentros y marcar un gol. Así estuvo seis meses sin club hasta unirse al FC Olimpia Bălţi moldavo. En Moldavia juega 10 partidos donde marca 3 goles. En febrero de 2010, después de jugar la CAN 2010, firma un contrato con el AS Beauvais.
Ese mismo verano de 2010, tras marcar un gol en 13 partidos con el Beauvais, fue fichado por el Paris Saint-Germain para un contrato profesional por una temporada.
Finalmente, en el verano de 2011, se unió al US Bitam de su país natal.
| Club                | País     | Año       |
| ------------------- | -------- | --------- |
| Stade Rennais       | Francia  | 2002-2004 |
| FC Lorient          | Francia  | 2004-2005 |
| FC Istres           | Francia  | 2007-2008 |
| Paris FC            | Francia  | 2008-2009 |
| FC Olimpia Bălţi    | Moldavia | 2009      |
| AS Beauvais         | Francia  | 2010      |
| Paris Saint-Germain | Francia  | 2010-2011 |
| US Bitam            | Gabón    | 2011-2012 |
| AC Bongoville       | Gabón    | 2012-2014 |
| FC 105 Libreville   | Gabón    | 2015-2018 |